# Copăceni (okręg Vâlcea)
Copăceni – wieś w Rumunii, w okręgu Vâlcea, w gminie Copăceni. W 2011 roku liczyła 942 mieszkańców.